# Gracieus knuppeltje
Het gracieus knuppeltje (Physocephala vittata) is een vliegensoort uit de familie van de blaaskopvliegen (Conopidae). De wetenschappelijke naam van de soort is voor het eerst geldig gepubliceerd in 1794 door Fabricius.